# چندل (گیاه)
چندل یا چندل آسیایی (نام علمی: Rhizophora mucronata) نام یک گونه از تیره چندلیان است. چندل به همراه گونه مشهور حرا (نام علمی: Avicennia marina) جزو خانواده مانگرو بوده و هر دو گونه آن ایران یافت می‌شود. در نواحی ساحل خلیج فارس و دریای عمان به شکل نوار باریکی به‌طور پراکنده یا در جنگلهای حرا دیده می‌شود.
رویشگاه طبیعی در ایران: تالاب بین‌المللی آذینی